# ألبرت براكمان
ألبرت براكمان (بالألمانية: Albert Brackmann)‏ (24 يونيو 1871، هانوفر - 17 مارس 1952، برلين داهليم)  كان مؤرخًا ألمانيًا قياديًا مرتبطًا بـ Ostforschung، وهي منظمة متعددة الاختصاصات تم تأسيسها لتنسيق الدعاية الألمانية في أوروبا الشرقية. بعد صعود النازيين للسلطة، أصبح أحد كبار الدعاية في خدمة النظام. في هذا المنصب ، أيد سياسات الإبادة الجماعية النازية والتطهير العرقي ومعاداة السامية.
في ختام تعليمه الجامعي في توبنغن ولايبزيغ وغوتنغن انضم براكمان، في سن السابعة والعشرين ، إلى موظفي MGH ( Monumenta Germaniae Historica )،  المصدر الرئيسي للنشر الألماني لوثائق العصور الوسطى. تم تعيينه أستاذاً للتاريخ في كونيغسبرغ في عام 1913، ماربورغ في عام 1920، وبرلين في عام 1922.  في عام 1929، أصبح المدير العام لمحفوظات الولاية الملكية البروسية، في برلين داهليم.  فيما يتعلق بقبول المنصب، دعا إلى إنشاء معهد خاص لعلوم المحفوظات والتدريب التاريخي (Preußisches Institut für Archivwissenschaft)، لتوفير التدريب المهني لأمناء المحفوظات؛ افتتح المعهد في برلين داهلم في مايو 1930.  براكمان، بصفته المدير العام للأرشيف، خدم في وقت واحد كأول مدير لمعهد المحفوظات، حتى تقاعده في عام 1936.  خلال فترة ولايته في الأرشيف، احتفظ بمرتبة أستاذ فخري في جامعة برلين.